# Emma Faupel
Emma Faupel (* 26. August 1893 in Schleswig; † 5. Dezember 1978 in Rendsburg, Schleswig-Holstein) war eine deutsche Frauenrechtlerin, Lehrerin und  Politikerin (CDU).

## Leben
Emma Faupel, geborene Gamst, war die älteste von drei Töchtern eines Korbmachermeisters, ihre Mutter war Lehrerin für höhere Schulen. Mit 19 Jahren legte sie 1912 ihr Lehrerexamen mit der Note „sehr gut“ ab. An der Schule in Sterup arbeitete sie kurz, bevor sie bis 1914 als Lehrerin an der Heil- und Pflegeanstalt in Schleswig eingesetzt wurde. Die Einrichtung gilt als Vorläuferin des Sonderschulwesens, das nach dem Ersten Weltkrieg eingerichtet wurde. An der Volksschule Lunden wurde sie 1914 bis 1918 dienstverpflichtet und unterrichtete gleichzeitig an der Landesschule für Erwachsenenbildung. In Lunden heiratete sie den Zahnarzt Hermann Faupel, von dem sie sich 1938 scheiden ließ. 1918 gründete sie in Lunden eine höhere Privatschule, die 1934 von den Nationalsozialisten geschlossen wurde. Mit ihren 1914 und 1916 geborenen Kindern lebte sie nach der Scheidung in Kiel, wurde dort ausgebombt und verlor ihren Sohn Hans (1916–1944) im Zweiten Weltkrieg. Unterrichtet hat sie in Kiel zunächst an einer Privat-Realschule am Niemannsweg und später an einer Privatschule in der Lornsenstraße.
An die Christian-Timm-Mittelschule in Rendsburg kam sie 1941 durch die Dienstverpflichtung des Regierungspräsidenten in Schleswig, um die Stelle des zur Wehrmacht einberufenen Mittelschullehrers Plöhn zu vertreten. Bis 1949 führte sie diesen Auftrag durch und wurde dann nach Wahl durch die Ratsversammlung von dem Landesminister für Volksbildung zur Rektorin der Altstädter Mädchenschule ernannt. Als Schulleiterin war sie dort 10 Jahre bis zu ihrer Pensionierung 1959 tätig. 1947 berief sie die britische Besatzungsmacht in die Ratsversammlung, in die sie von 1948 bis 1970 ununterbrochen auch von der Bevölkerung gewählt wurde. Politisch engagierte sie sich für die Gleichbehandlung der Frauen, die Normalisierung des von Raummangel und Schichtunterricht bestimmten Schulwesens und die Gestaltung des Kulturlebens in Rendsburg. Emma Faupel war 1952 die erste Frau, die in den Rendsburger Senat einzog, wo sie sich für Schulbauvorhaben, die Gründung der Landesbühne, die Erwachsenenbildung und die Frauenarbeit einsetzte.

## Auszeichnungen
- Freiherr-vom-Stein-Medaille
- Bundesverdienstkreuz